# Sekundärmarkt

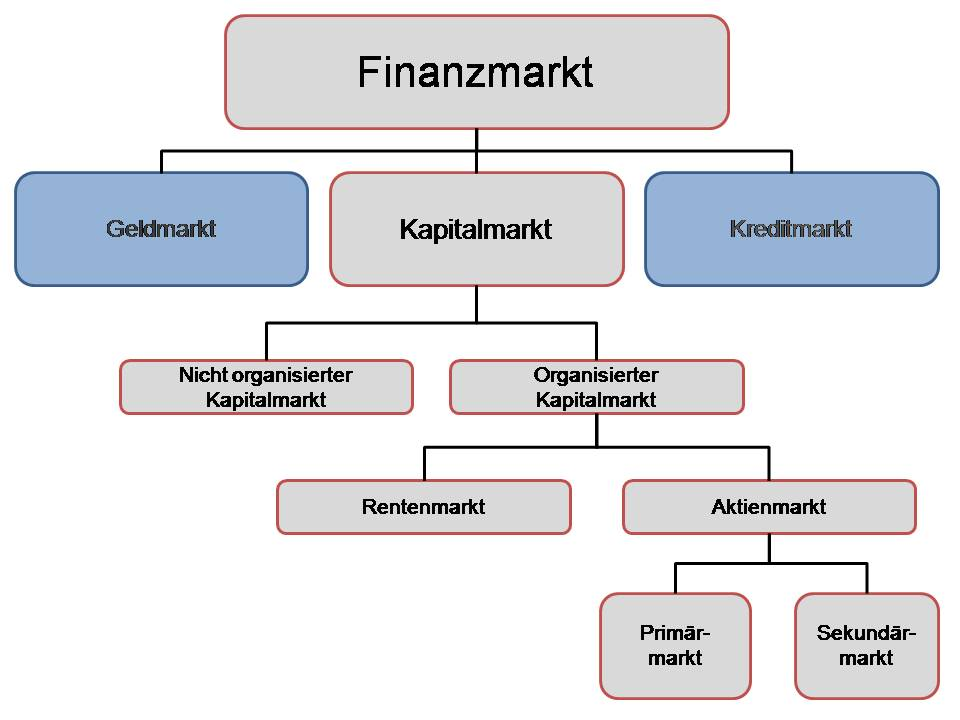
Primär- und Sekundärmarkt als Teilmarkt des Aktienmarktes

Als Sekundärmarkt (auch Umlaufmarkt; englisch secondary market) bezeichnet man im Finanzwesen einen Teilmarkt, auf dem die Marktteilnehmer bereits in Umlauf befindliche Finanzinstrumente als Handelsobjekt erwerben oder weiterveräußern. Komplementärbegriff ist der Primärmarkt.

## Allgemeines
Die Finanzmärkte werden in Geld-, Devisen-, Kapital- und Kreditmarkt eingeteilt. Auf dem zum Kapitalmarkt gehörenden Börsenhandel gibt es unter anderem die Marktsegmente Primär- und Sekundärmarkt. Während auf dem Primärmarkt Transaktionen stattfinden, die den Ersterwerb eines Finanzinstruments durch einen Anleger von einem Emittenten zum Gegenstand haben („Emissionsmarkt“), erfolgt auf dem Sekundärmarkt die Weiterveräußerung durch den Anleger („Zirkulationsmarkt“). Der ursprüngliche Emittent ist auf dem Sekundärmarkt nicht mehr beteiligt, es sei denn, er kauft dort die Finanzinstrumente zurück (etwa durch Rückkaufvereinbarung oder Kurspflege). Auf dem Sekundärmarkt trifft mithin das Angebot von verkaufswilligen Anlegern auf die Nachfrage durch kaufbereite Anleger. Der Sekundärmarkt erfasst mithin jedes Geschäft beginnend mit dem Anleger, der die Erstemission erworben hat, an den Zweiterwerber.

## Handelsobjekte und Preis
Die Unterscheidung zwischen beiden Marktsegmenten kam erstmals bei Wertpapieren auf. Der am besten entwickelte und organisierte Sekundärmarkt ist deshalb die Wertpapierbörse. Die Erstemission von Aktien, Anleihen und Investmentanteilen findet dort auf dem Primärmarkt statt, während der – häufiger vorkommende – Weiterverkauf auf dem Sekundärmarkt erfolgt. Er ist deshalb ein Börsensegment. Außerbörslicher Handel auf dem Sekundärmarkt findet für Basiswerte wie Devisen, Sorten, Edelmetalle, Swaps, Derivate oder andere Finanzprodukte statt. Commodities können sowohl börslich (Warenbörse) als auch außerbörslich auf dem Primär- und Sekundärmarkt gehandelt werden. Der Kredithandel ist ein reiner Sekundärmarkt für Kredite (englisch Transferable Loan Facilities). Hierzu gehört die Übertragung von Konsortialanteilen an Konsortialkrediten im internationalen Kreditverkehr. Das gesamte Passivgeschäft der Kreditinstitute ist hingegen Teil des Primärmarktes. Für Investmentbanken ist der Sekundärmarkt eine der Haupteinnahmequellen neben Emissionen im Primärmarkt (z. B. IPOs) und Mergers & Acquisitions, also Fusionen und Unternehmenskäufen.
Für gebrauchte Güter, etwa im Gebrauchtwagenhandel, hat sich der Begriff Sekundärmarkt ebenfalls bereits durchgesetzt.
Der Marktpreis auf dem Sekundärmarkt ist bei Wertpapieren die Umlaufrendite, auf dem Primärmarkt die Emissionsrendite. Auf dem Sekundärmarkt findet Preisanpassung statt (bei gegebenem Marktvolumen), so dass der Kurs und nicht die Menge im Vordergrund steht. Die Menge ist für den Anleger mithin Datenparameter, der Kurs Aktionsparameter.

## Informationspflichten
Ein funktionsfähiger Sekundärmarkt erfordert Markttransparenz, die teilweise durch den Primärmarkt geschaffen wird. Emittenten haben zudem auf dem Sekundärmarkt folgende Informationspflichten zu erfüllen:
- Regelpublizität in regelmäßigen Zeitabständen (etwa Jahresabschluss),
- Ad-hoc-Mitteilungen nach § 26 Abs. 1 WpHG,
- besondere Mitteilungspflichten nach § 40 WpHG.

Die Haftung des Emittenten nach den §§ 97 und 98 WpHG ergänzt für den Sekundärmarkt die Prospekthaftung des Primärmarkts (§§ 33 ff. WpHG).

## Funktionen
Der Sekundärmarkt bietet Anlegern die Möglichkeit, auf dem Primärmarkt erworbene Finanzprodukte wieder zu veräußern oder erstmals von Anlegern zu erwerben. Er gewährleistet die entsprechende Marktliquidität und beseitigt eine preisbeeinflussende Marktenge, insbesondere, wenn die Emittenten der Finanzprodukte eine Rücknahmeverpflichtung übernommen haben. Vom Marktvolumen betrachtet ist der Sekundärmarkt wesentlich größer als der Primärmarkt in Wertpapieren. Die Handelsmöglichkeiten auf dem Sekundärmarkt sind mitentscheidend für Allokation und Preisbildung auf dem Primärmarkt. Ohne einen Primärmarkt gäbe es bei den meisten Finanzprodukten keinen Sekundärmarkt. Damit gibt es zwischen beiden Marktsegmenten starke Interdependenzen. Die Emittenten auf dem Primärmarkt haben deshalb ein hohes Interesse an einem funktionsfähigen Sekundärmarkt.

## Zentralbanken auf den Primär- und Sekundärmärkten
Die Europäische Zentralbank (EZB) muss bei ihrer Geldpolitik strikt zwischen Primärmarkt und Sekundärmarkt unterscheiden. Die seit Juli 2009 von der EZB getätigten Wertpapierkaufprogramme des Eurosystems müssen Art. 123 AEUV berücksichtigen, wonach der unmittelbare Erwerb von Anleihen der Staaten (Staatsanleihen) oder von Gebietskörperschaften (Kommunalanleihen) durch die EZB verboten ist. Mit „unmittelbarer Erwerb“ ist der Primärmarkt gemeint, auf dem die Neuemissionen dieser Anleihen erfolgen, während der Sekundärmarkt die in Umlauf befindlichen Anleihen umfasst. Diese Kaufprogramme sind dem EuGH zufolge auf dem Sekundärmarkt erlaubt. Dagegen ist das Bundesverfassungsgericht (BVerfG) der Auffassung, dass das Ankaufprogramm die währungspolitische Kompetenz der EZB überschreitet und in die wirtschaftspolitische Kompetenz der EU-Mitgliedstaaten übergreift. Das BVerfG hat im Urteil der Deutschen Bundesbank ausdrücklich untersagt, an Umsetzung und Vollzug des Ankaufprogramms der EZB mitzuwirken, so dass auch kein Ankauf auf dem Sekundärmarkt durch die Bundesbank erfolgen darf. Ungeachtet der unterschiedlichen Sichtweise beider Gerichte ist zu bedenken, dass die Ankaufprogramme sowohl auf dem Primär- als auch auf dem Sekundärmarkt eine faktische Staatsfinanzierung darstellen, die den Zentralbanken untersagt ist.